# Push e Rod (district)
Push e Rod est un des onze districts de la province de Farâh en Afghanistan.
Sa population, qui est composée de 99 % de Pachtounes et de 1 % de Tajiks, est estimée à 52 000 habitants en septembre 2004.